# ایون (کارولینای شمالی)
ایون (به انگلیسی: Avon) شهری در ایالت کارولینای شمالی کشور ایالات متحده آمریکا است که جمعیت آن در سرشماری سال ۲۰۱۰ میلادی، ۷۷۶ نفر بوده‌است.